# كولاجين

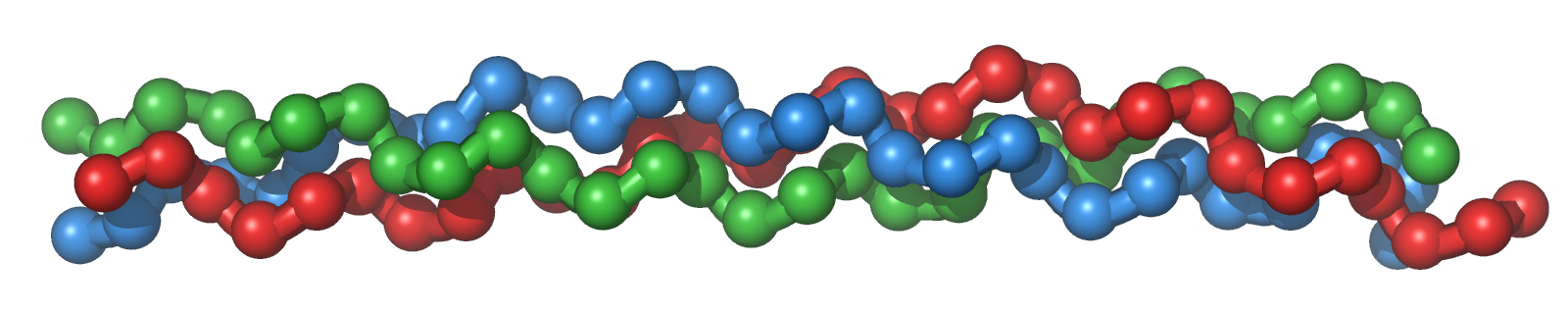
الحلقة الثلاثية لبروتين الكولاجين

الكولاجين (collagen، من الاغريقية: Kolla أي صمغ و gen تشير إلى المعنى منتج أو مكوّن) هو البروتين الرئيسي في الأنسجة الضامة في العضلات والجلد والأربطة والغضاريف والعظام والأنسجة، ويشكل نسبة كبيرة تصل إلى 25% من مجمل البروتينات في الثدييات وبعض الأحياء الأخرى. بروتينات الكولاجين لها تركيب ليفي طويل ووظيفتها تختلف عن البروتينات الكروية والأنزيمات الأخرى. تشكل الحزم المتينة لبروتينات الكولاجين مع بعض ما يعرف بـ«ألياف الكولاجين».
اعتمادًا على درجة التمعدن، قد تكون أنسجة الكولاجين صلبة (عظام) أو لينة (أوتار) أو متدرجة من صلبة إلى لينة (غضاريف). كما يوجد الكولاجين بكثرة في القرنية والأوعية الدموية والأمعاء والأقراص الفقرية وعاج الأسنان. في الأنسجة العضلية، يعمل كمكون رئيسي في غمد الليف العضلي. يشكل الكولاجين 1 إلى 2٪ من أنسجة العضلات ويمثل 6٪ من وزن العضلات القوية والأوتار. الخلايا الليفية هي أكثر الخلايا المنتجة للكولاجين شيوعًا. الجيلاتين -الذي يستخدم في الأغذية والصناعة- هو كولاجين محلول بالماء بشكل غير ردود. للكولاجين استخدامات طبية عديدة في علاج مضاعفات الجلد والعظام.

## علم أصول الكلمات
يأتي اسم الكولاجين من الكلمة اليونانية (κόλλα (kólla، والتي تعني الغراء، واللاحقة -γέν ،-gen، تدل على (إنتاج).

## أنواع الكولاجين الموجودة في جسم الإنسان
أكثر من 90٪ من الكولاجين في جسم الإنسان هو من النوع الأول من الكولاجين. ومع ذلك، منذ عام 2011، حدد 28 نوعًا من الكولاجين البشري ووصفها وتقسيمها إلى عدة مجموعات وفقًا للبنية التي تشكلها. تحتوي جميع الأنواع على لولب ثلاثي واحد على الأقل. يوضح عدد الأنواع وظائف الكولاجين المتنوعة.
- ليفي (النوع الأول، والثاني، والثالث، والخامس، والحادي عشر)
- غير ليفي
  - FACIT (الكولاجين المرتبط بالألياف مع الحلزونات الثلاثية المتقطعة) (النوع التاسع، والثاني عشر، والرابع عشر، والتاسع عشر، والحادي والعشرون)
  - سلسلة قصيرة (النوع الثامن، والعاشر)
  - الغشاء القاعدي (النوع الرابع)
  - مضاعفة عدة مرات (مجالات ثلاثية اللولب متعددة مع انقطاعات) (النوع الخامس عشر والنوع الثامن عشر).
  - MACIT (الغشاء المرتبط بالغشاء ذو الحلزونات الثلاثية المتقطعة) (النوع الثالث عشر، السابع عشر)
  - تشكيل الألياف الدقيقة (النوع السادس)
  - تثبيت الألياف (النوع السابع)

الأنواع الخمسة الأكثر شيوعًا هي:
- النوع الأول: الجلد والأوتار والأوعية الدموية والأعضاء والعظام (المكون الرئيسي للجزء العضوي من العظام)
- النوع الثاني: الغضاريف (المكون الكولاجيني الرئيسي للغضروف)
- النوع الثالث: شبكي (المكون الرئيسي للألياف الشبكية)، يوجد عادة بجانب النوع الأول
- النوع الرابع: يشكل الصفيحة القاعدية، الطبقة التي تفرز الظهارة من الغشاء القاعدي
- النوع الخامس: أسطح الخلايا والشعر والمشيم.

## الاستخدامات الطبية

### تطبيقات القلب
يرتبط الهيكل القلبي الكولاجيني الذي يشتمل على حلقات صمام القلب الأربعة تشريحيًا بشكل مرن وفريد بالعضلة القلبية. يشتمل الهيكل العظمي القلبي أيضًا على الحاجز الفاصل لحجر القلب - الحاجز بين البطينين والحاجز الأذيني البطيني. تمثل مساهمة الكولاجين في قياس أداء القلب بإيجاز قوة الالتواء المستمرة التي تتعارض مع ميكانيكا السوائل لضغط الدم المنبعث من القلب. التركيب الكولاجيني الذي يقسم الحجر العلوية للقلب عن الحجر السفلية هو غشاء غير نفوذ يستبعد الدم والنبضات الكهربائية من خلال وسائل فسيولوجية نموذجية. بدعم من الكولاجين، لا يتدهور الرجفان الأذيني أبدًا إلى الرجفان البطيني. يتكون الكولاجين من طبقات متغيرة الكثافة مع كتلة عضلية ملساء. تساهم كتلة وتوزيع وعمر وكثافة الكولاجين في الامتثال المطلوب لنقل الدم ذهابًا وإيابًا. يتم طي وريقات صمامات القلب الفردية إلى شكل بواسطة كولاجين متخصص تحت ضغط متغير. يحدث الترسب التدريجي للكالسيوم داخل الكولاجين كحدث طبيعي للشيخوخة. تُظهر النقاط المتكلسة داخل نسج الكولاجين تباينًا في عرض متحرك للدم والعضلات، ما يتيح لطرق تكنولوجيا التصوير القلبي الوصول إلى النسب التي تشير بشكل أساسي إلى الدم في (المدخلات القلبية) والدم الخارج (النتاج القلبي). يُفهم علم أمراض الكولاجين الذي يقوم عليه القلب ضمن فئة أمراض النسيج الضام.

### الجراحة التجميلية
يستخدم الكولاجين على نطاق واسع في الجراحة التجميلية، كمساعد في الشفاء لمرضى الحروق من أجل إعادة بناء العظام ومجموعة متنوعة من أغراض طب الأسنان وجراحة العظام والجراحة. يستخدم كل من الكولاجين البشري والبقري على نطاق واسع كحشو جلدي لعلاج التجاعيد وشيخوخة الجلد. بعض النقاط المثيرة للاهتمام هي:
1. عند استخدامه تجميليًا، هناك فرصة لحدوث تفاعلات حساسية تسبب احمرارًا طويلًا؛ ومع ذلك، يمكن القضاء على هذا فعليًا عن طريق اختبار رقعة بسيط وغير واضح قبل استخدام مستحضرات التجميل.[16]
2. يُشتق معظم الكولاجين الطبي من الأبقار الصغيرة (العجول) من حيوانات معتمدة خالية من مرض جنون البقر. يستخدم معظم المصنّعين حيوانات متبرعة إما من قطعان مغلقة، أو من دول لم يبلغ عنها أبدًا بإصابة بمرض جنون البقر مثل أستراليا والبرازيل ونيوزيلندا.[17]

### الطعوم العظمية
بما أن الهيكل العظمي يشكل بنية الجسم، فمن الضروري أن يحافظ على قوته، حتى بعد الكسور والإصابات. يستخدم الكولاجين في تطعيم العظام لأنه يحتوي على بنية ثلاثية اللولب، ما يجعله جزيئًا قويًا جدًا. إنه مثالي للاستخدام في العظام، لأنه لا يضر بالسلامة الهيكلية للهيكل العظمي. الهيكل اللولبي الثلاثي للكولاجين يمنعه من الانهيار بواسطة الإنزيمات، ويتيح التصاق الخلايا وهو مهم للتجميع السليم للنسيج البيني خارج الخلية.

### تجديد الأنسجة
تُستخدم دعائم الكولاجين في تجديد الأنسجة، سواء في الإسفنج، والرقائق الرقيقة، والمواد الهلامية، أو الألياف. يحتوي الكولاجين على خصائص مواتية لتجديد الأنسجة، مثل بنية المسام، والنفوذية، والماء، والاستقرار في الجسم الحي. تدعم بنى الكولاجين أيضًا ترسب الخلايا، مثل بانيات العظم والخلايا الليفية، وبمجرد إدخالها، تسهل عملية النمو للمضي قدمًا بشكل طبيعي.

### الاستخدامات الجراحية الترميمية
تستخدم مادة الكولاجين على نطاق واسع في بناء بدائل الجلد الاصطناعية المستخدمة في علاج الحروق والجروح الشديدة. يمكن اشتقاق هذا الكولاجين من الأبقار أو الخيول أو الخنازير أو حتى المصادر البشرية؛ وأحيانًا تستخدم مع السيليكونات والغليكوزامينوغليكان والخلايا الليفية وعوامل النمو ومواد أخرى.

### التئام الجروح
يعد الكولاجين أحد الموارد الطبيعية الرئيسية للجسم ومكون من أنسجة الجلد التي يمكن أن تفيد جميع مراحل التئام الجروح. عندما يتوفر الكولاجين لسرير الجرح، يمكن أن يحدث الإغلاق. وبالتالي يمكن تجنب تدهور الجروح، الذي يتبعه أحيانًا إجراءات مثل البتر.
الكولاجين منتج طبيعي وبالتالي يستخدم كضماد طبيعي للجروح وله خصائص لا تمتلكها ضمادات الجروح الاصطناعية. يعد الكولاجين مقاوم للبكتيريا، وهو أمر ذو أهمية حيوية في ضمادات الجروح. يساعد على إبقاء الجرح معقمًا، وذلك لقدرته الطبيعية على محاربة العدوى. عند استخدام الكولاجين كضمادة للحروق، فإن الأنسجة الحبيبية الصحية تكون قادرة على التكوّن بسرعة كبيرة فوق الحرق، ما يساعدها على الشفاء بسرعة.
خلال المراحل الأربع من التئام الجروح، يؤدي الكولاجين الوظائف التالية في التئام الجروح:
- وظيفة التوجيه: تعمل ألياف الكولاجين على توجيه الخلايا الليفية. تهاجر الخلايا الليفية على طول مصفوفة النسيج الضام.
- الخصائص الكيميائية: مساحة السطح الكبيرة المتاحة على ألياف الكولاجين يمكن أن تجذب الخلايا الليفية التي تساعد في الشفاء.
- التنوي: يمكن أن يعمل الكولاجين، في وجود بعض جزيئات الملح المحايدة، كعامل نواة يتسبب في تكوين هياكل ليفية. قد تكون ضمادة الكولاجين بمثابة دليل لتوجيه ترسب الكولاجين الجديد ونمو الشعيرات الدموية.
- خصائص مرقئة: تتفاعل الصفائح الدموية مع الكولاجين لتكوين سدادة مرقئة.

## الأمراض
تم تحديد ألف طفرة في 12 نوعًا من أصل أكثر من 20 نوعًا من الكولاجين. قد تؤدي هذه الطفرات إلى أمراض مختلفة على مستوى الأنسجة.
تكوّن العظم الناقص -ينتج عن طفرة في النوع الأول من الكولاجين، وهو اضطراب وراثي جسمي سائد، ويؤدي إلى ضعف العظام وعدم انتظام النسيج الضام، وقد تكون بعض الحالات خفيفة بينما تكون حالات أخرى مميتة. تتظاهر الحالات الخفيفة بمستويات منخفضة من الكولاجين من النوع 1 بينما في الحالات الشديدة، تحدث عيوب بنيوية في الكولاجين.
خلل تنسج عظمي غضروفي -اضطراب في الهيكل العظمي يُعتقد أنه ناجم عن طفرة في النوع الثاني من الكولاجين، وتُجرى المزيد من الأبحاث لتأكيد ذلك.
متلازمة إيلرز دانلوس -ثلاثة عشر نوعًا مختلفًا من هذا الاضطراب، تؤدي إلى تشوهات في النسيج الضام. قد تكون بعض الأنواع النادرة قاتلة، إذ يؤدي إلى تمزق الشرايين. تحدث كل متلازمة بسبب طفرة مختلفة. مثلًا، يحدث النوع الوعائي من هذا الاضطراب بسبب طفرة في النوع الثالث من الكولاجين.
متلازمة ألبورت -قد تنتقل وراثيًا، عادةً بخلة سائدة مرتبطة بالصبغي إكس، أو تنتقل بخلة جسمية سائدة أو جسمية متنحية، ويعاني المصابون بهذه الحالة من مشاكل في الكلى والعينين، وقد يحدث فقدان سمع أيضًا خلال سنوات الطفولة أو المراهقة.
متلازمة نوبلوخ -تحدث بسبب طفرة في جين «سي أوه إل 18 إيه 1» الذي يرمز لإنتاج الكولاجين الثامن عشر. يعاني المرضى من بروز في أنسجة الدماغ وتنكس في شبكية العين؛ ويكون الفرد الذي يعاني أحد أفراد عائلته من هذا الاضطراب أكثر عرضة للإصابة به هو نفسه نظرًا لوجود رابط وراثي.